# پترو پاکنیوک
پترو پاکنیوک (اوکراینی: Петро Пахнюк؛ زادهٔ ۲۶ نوامبر ۱۹۹۱) ژیمناست هنری اهل اوکراین است.